# Banneplein

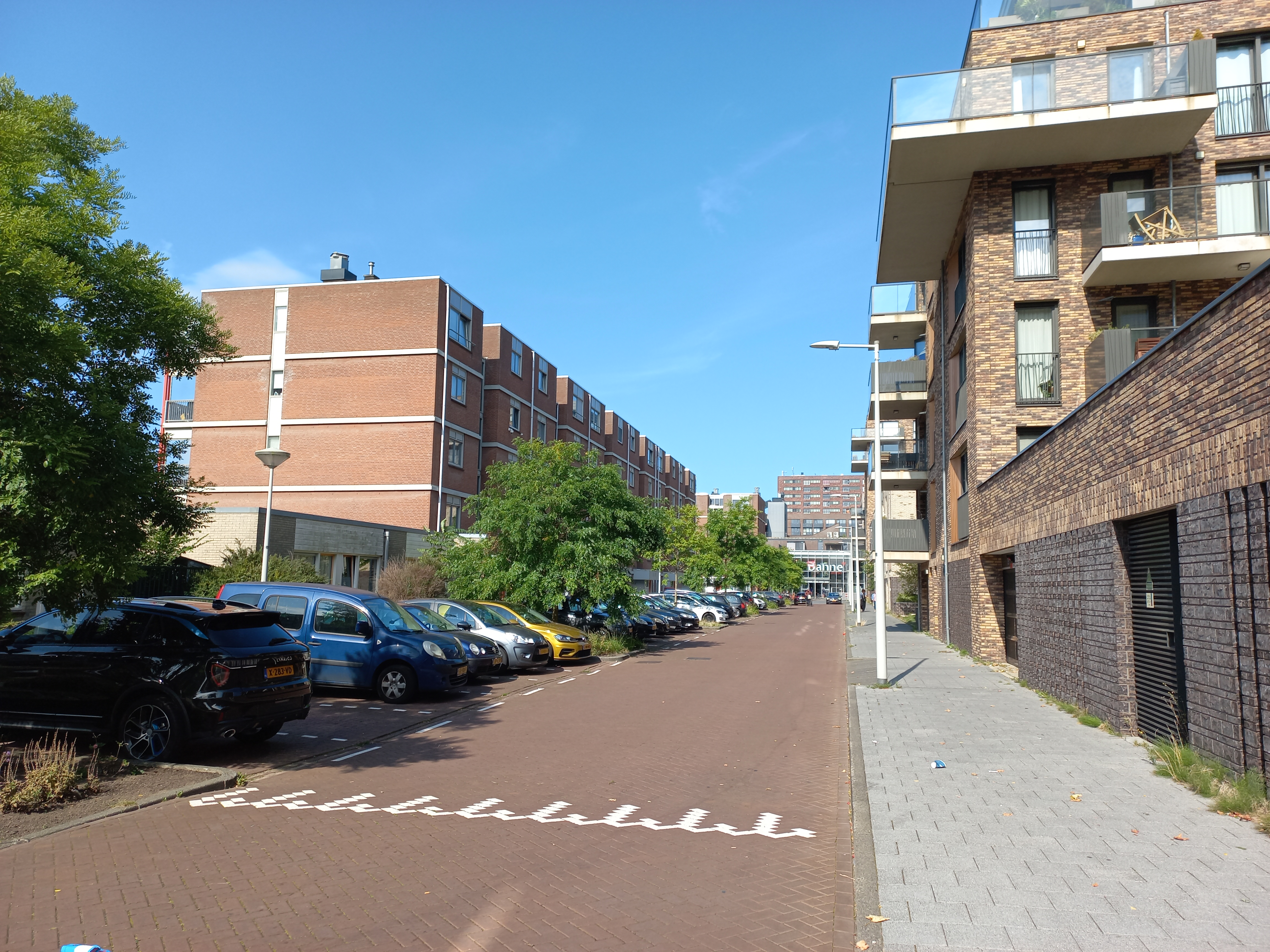
Stadsverdichting (augustus 2024)

Het Banneplein is een plein in Amsterdam-Noord.

## Inleiding
Dit was eeuwenlang groen poldergebied, laatst behorend bij de gemeente Buiksloot. Net als de 19e-eeuwse cirkel rond de stadsbebouwing van gemeente Amsterdam zagen de bewoners die bebouwing steeds meer hun kant op komen. Amsterdam kocht steeds meer grond maar de gemeente Buiksloot sloot zich in 1921 vrijwillig aan bij de gemeente Amsterdam en Amsterdam kon zo de almaar groeiende bevolking huisvesten. In de jaren zestig van de 20e eeuw was het dan zover. Het eerste gedeelte van de wijk Banne Buiksloot werd ingevuld. Op 17 september 1969 kregen de straten en pleinen hun naam. Ze werden veelal vernoemd naar scheepstypen en scheepvaarttermen. Dit plein is daarop een uitzondering; het werd vernoemd naar bestuurseenheid Banne. Niet alleen de naam past niet in het rijtje; ook kreeg dit plein pas op 14 augustus 1974 haar naam; vijf jaar later dan de andere.
Het plein sluit in het westen aan op het Bezaanjachtplein, vernoemd naar scheepstype bezaan. Aan de zuid- en oostkant wordt het begrensd door de Statenjachtstraat met groengebied. De noordgrens heeft het dan weer gemeen met het Bezaanjachtplein, de IJdoornlaan, die op een dijklichaam ligt.

## Gebouwen
Net als het buurplein was het nog enkele jaren een nauwelijks bebouwde plek met voornamelijk opgespoten zand. Een van de eerste gebouwen hier was dat van Woningstichting Patrimonium, maar dat had haar ingang als aan Bezaanjachtplein 1. Het duurde lang voordat het plein een volledige invulling kreeg met name te danken aan sanering en stadsverdichting. Zo komt de bebouwing richting IJdoornlaan uit 2013. Oudere bebouwing komt van de hand van Hubertus Teunis Vink en Wouter van de Kuilen, die zich hier middels Wieger Bruin vermoedelijk ook bezighield met de plattegrond. Blikvanger aan het oostelijk eind is de flat Statenjachtstraat 4-178; een van drie L-vormige hoogbouwflats die grote gelijkenis vertonen met de oudste rechthoekige flats in de H-buurt in de Bijlmermeer.

## Winkelcentrum
Aan of op het plein was gevestigd het plaatselijke winkelcentrum In de Banne, ook wel winkelcentrum Ankerplaats (ingang). Door de toenemende bevolking van de wijk werd een winkelcentrum verlangd. De bevolkingsgroei ter plaatse ging snel, dus in 1967 werd er eerst een noodwinkelcentrum neergezet. Er was het plan eind 1968 te beginnen met de bouw van het definitieve, maar de gemeente kreeg de financiering niet rond. Het bleef vooralsnog stagneren, hetgeen de huisvrouwen verenigde tot een actiecomité. Eerst in mei 1974 onthulde wethouder Han Lammers een vignet behorende bij de start van de bouw.  Het overdekte winkelcentrum bood onderdak aan supermarkt en vijftien winkels, een bibliotheek en een GGD-post. De bouw kwam in twee fasen tot stand. De ontwerpers waren de eerder genoemde Vink en Van de Kuilen. Het was gevestigd in een gebouw met grotendeels slechts één bouwlaag, dat mede daarom afstak tegen de portiekwoningen aan het plein. Dat winkelcentrum stond er amper dertig jaar toen het was opgebruikt. Het sneuvelde 2005 in de vernieuwingsdrang van de wijk. Het winkelcentrum dat gevestigd was aan Ankerplaats werd vervangen door een moderner centrum aan het Bezaanjachtplein.

## Openbaar vervoer
In het metroplan 1968 was langs  de IJdoornlaan het tracé van de westelijke tak van de Noord-Zuidlijn gepland en voor een metrostation Banne Buiksloot ruimte gereserveerd. Door het intrekken van het metrobesluit kon de gereserveerde ruimte worden gebruikt voor het Banneplein. 
Bus 34 en 36 van het GVB en bus 111 en 119 van EBS hebben een halte Oosterlengte bij het BovenIJ Ziekenhuis nabij het plein. 